# Kakuichi Mimura
Kakuichi Mimura (Japans: 三村 恪一, Mimura Kakuichi) (Tokio, 16 augustus 1931 – 19 februari 2022) was een Japans voetballer die als middenvelder speelde.

## Japans voetbalelftal
Kakuichi Mimura debuteerde in 1955 in het Japans nationaal elftal en speelde 4 interlands.

## Statistieken
| Japans voetbalelftal | Japans voetbalelftal | Japans voetbalelftal |
| Jaar                 | Wed.                 | Dlp.                 |
| -------------------- | -------------------- | -------------------- |
| 1955                 | 4                    | 0                    |
| Totaal               | 4                    | 0                    |